# Prova dell'ossidasi

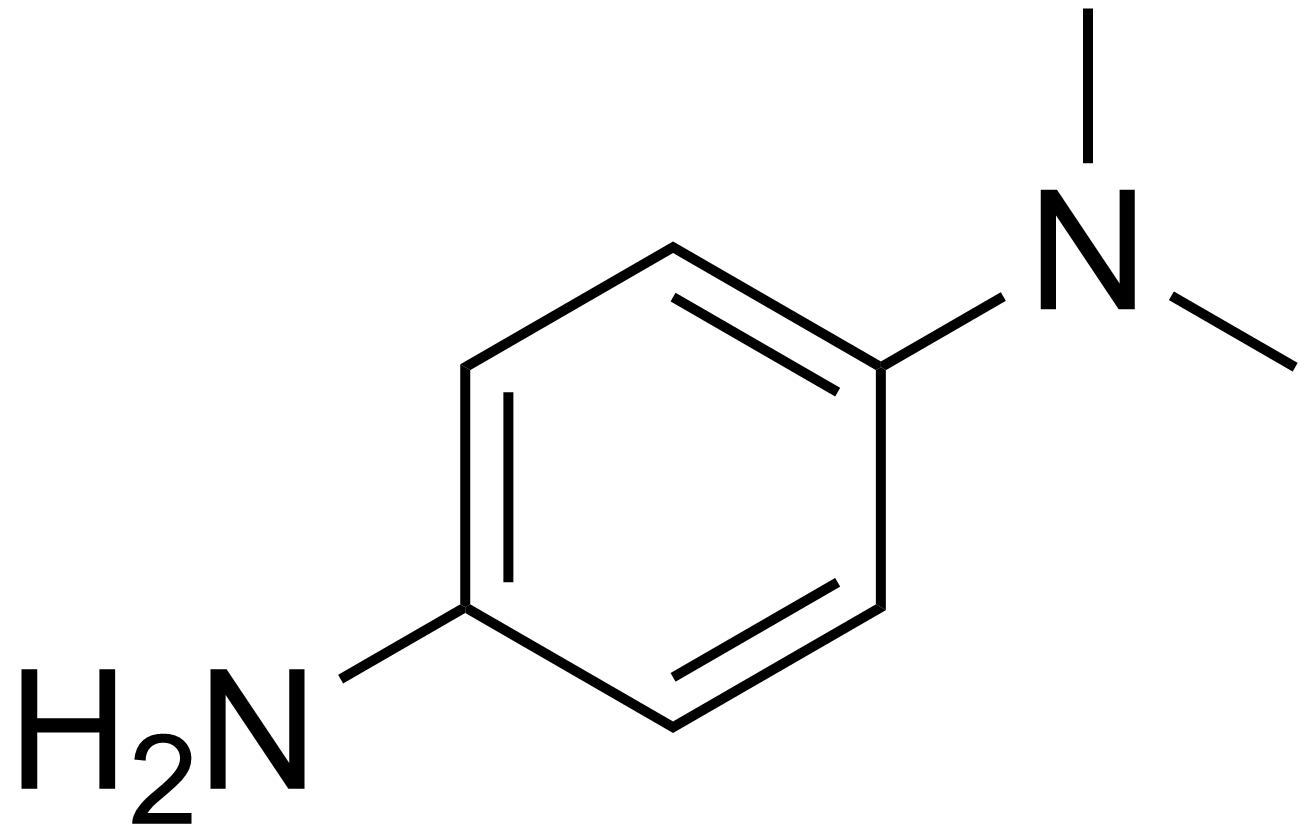
DMFD

TMFD

La prova dell'ossidasi è una prova usata in microbiologia per determinare se un batterio produca qualcuna delle citocromo-c ossidasi. Per la prova si utilizzano supporti impregnati con un indicatore redox, in genere N,N,N',N'-tetrametil-p-fenilendiammina (TMFD) o N,N-dimetil-p-fenilendiammina (DMFD). Il reattivo presente nella sua forma incolore ridotta subisce ossidazione da parte di citocromo-c ossidasi indicando batteri positivi alla prova dell'ossidasi.